# Retaliation (album)
Retaliation è il secondo album in studio del gruppo crossover thrash statunitense Carnivore, pubblicato nel 1987.

## Tracce
Tutte le tracce sono state scritte da Peter Steele, eccetto dove indicato.
1. Jack Daniel's and Pizza – 0:55
2. Angry Neurotic Catholics – 2:48
3. S.M.D. – 2:27
4. Ground Zero Brooklyn – 4:40
5. Race War – 5:56
6. Inner Conflict – 5:03
7. Jesus Hitler – 5:17
8. Technophobia – 3:56
9. Manic Depression (cover di Jimi Hendrix) –  3:07
10. U.S.A. for U.S.A. – 3:21
11. Five Billion Dead – 3:02
12. Sex and Violence – 3:51

## Formazione
- Peter Steele - voce, basso
- Marc Piovanetti - chitarra, voce
- Louie Beato - batteria